# 棕榈鸦
棕榈鸦（学名：Corvus palmarum），是鸦科鸦属的一种，分布于古巴、多米尼加共和国和海地。